# Окаро, Фрэнсис
Фрэнсис Окаро (англ. Francis Okaroh; род. 25 августа 1963, Энугу) — нигерийский футболист, защитник.

## Биография
Окаро обучался в Бостонском университете и играл за университетскую футбольную команду «Бостон Юниверсити Терриерс» в 1982—1986 годах. В Национальной ассоциации студенческого спорта забил 26 голов и отдал 17 голевых передач. В сезоне 1986 года был включён во вторую всеамериканскую символическую сборную. Был введён в Зал спортивной славы Бостонского университета в 2006 году.
В ноябре 1987 года Окаро подписал контракт с шоубольной командой «Кливленд Форс» из Major Indoor Soccer League. В составе «Форс» провёл сезон 1987/88, сыграв в 13 матчах. В 1995 году играл за любительский клуб «Лоуэлл Блюз» из Лусо-американской футбольной ассоциации. В первой половине 1996 года выступал за клуб «Кейп-Код Крусейдерс» из USISL.
20 июня 1996 года Окаро перешёл в клуб MLS «Нью-Инглэнд Революшн». За полтора сезона сыграл в 49 матчах за бостонский клуб. Признавался защитником года «Нью-Инглэнд Революшн» в сезонах 1996 и 1997.
6 ноября 1997 года на Драфте расширения MLS Окаро был выбран клубом «Чикаго Файр». В 1998 году помог клубу оформить «золотой дубль» — выиграть Кубок MLS и Открытый кубок США. За два сезона сыграл в 52 матчах за «Файр».
13 марта 2000 года «Чикаго Файр» обменял Окаро в «Майами Фьюжн» на пик второго раунда Супердрафта MLS 2001 и условный пик второго раунда Супердрафта MLS 2002, чтобы освободить место в составе для подписания Христо Стоичкова. За «Фьюжн» он сыграл 13 матчей, в девяти из них выходя на поле с капитанской повязкой, а 11 матчей пропустил из-за различных травм. По окончании сезона 2000 «Майами Фьюжн» отчислил Окаро.
3 ноября 2000 года «Сан-Хосе Эртквейкс» выбрал Окаро на Драфте отказов MLS и обменял его вместе с пиком второго раунда Супердрафта MLS 2001 (13-й общий номер выбора) в «Метростарз» на пик первого раунда Супердрафта MLS 2001 (10-й общий номер выбора). За нью-йоркский клуб он так и не сыграл, будучи отчисленным перед сезоном 2001.
В 2007 году Окаро вернулся в свою альма-матер — Бостонский университет, став ассистентом главного тренера мужской футбольной команды. Был членом тренерского штаба «терьеров» в течение 13 сезонов.
В апреле 2021 года Окаро был назначен главным тренером женской футбольной команды Эммануэл-колледжа.

## Достижения
Командные
 «Чикаго Файр»
- Чемпион MLS (обладатель Кубка MLS): 1998
- Обладатель Открытого кубка США: 1998